# Шляпников, Владимир
Владимир И. Шляпников (род. 1936) — советский хоккеист, вратарь.

## Биография
Выступал за команды «Динамо» Ленинград (1952/53), СК им. Свердлова (Молотов) (1955/56), ОДО Свердловск (1956/57), СКВО Оренбург (1957/58), СКВО Куйбышев (1958/59), ЛИИЖТ (1959/60), «Кировец» Ленинград (1961/62). В чемпионате СССР провёл четыре сезона (1952/53, 1959/60 — 1961/62).